# Aena Internacional
Aena Desarrollo Internacional, S. A., conocida como Aena Internacional, es una sociedad española filial de Aena que tiene como objetivo la expansión internacional del grupo. Actualmente Aena Internacional participa en la gestión y operación de 23 aeropuertos en cinco países (Brasil, México, Colombia, Jamaica y Reino Unido).

## Reino Unido
- Aeropuerto de Londres-Luton. Aena Internacional y Aerofi SàRL (“Aerofi”), empresa filial de Ardian (antes AXA Private Equity), adquirieron el 27 de noviembre de 2013[2] la sociedad concesionaria del Aeropuerto de London-Luton en el Reino Unido. Aena Internacional tiene en la actualidad el 51 por ciento del capital de la sociedad. Es el quinto aeropuerto con más tráfico de la red de Aena.[3]

## México
- Grupo Aeroportuario del Pacífico (GAP). La participación de Aena Internacional en el Grupo Aeroportuario del Pacífico, SAB de CV (GAP), que explota 12 aeropuertos en México, se lleva a cabo a través de la sociedad Aeropuertos Mexicanos del Pacífico, SAPI de CV (AMP), que es a su vez el socio estratégico de GAP, con el 17,4 por ciento del capital y con la que ha suscrito un contrato de asistencia técnica. Aena Internacional es el socio operador de AMP, y participa con el 33,33 por ciento de su capital. GAP, uno de los grupos aeroportuarios privatizados más grande de América, está compuesto por los aeropuertos de Aguascalientes, Bajío, Guadalajara, Hermosillo, La Paz, Los Mochis, Manzanillo, Mexicali, Morelia, Puerto Vallarta, San José del Cabo y Tijuana.

## Jamaica
- Grupo Aeroportuario del Pacífico (GAP) posee asimismo el 100% de la sociedad DCA, que tiene una participación del 74,5% en MBJ Airports Limited, operadora del aeropuerto de Montego Bay en Jamaica.

- Y a partir de octubre de 2019, GAP tomará el control de la operación y administración del Aeropuerto Internacional Norman Manley de Kingston tras obtener la concesión del Gobierno de Jamaica por un período de 25 años.[1]

## Colombia
- Aeropuerto de Cartagena de Indias. El aeropuerto de la ciudad de Cartagena de Indias se gestiona por la Sociedad Aeroportuaria de la Costa S.A. (SACSA). En ella participa Aena Internacional como socio operador con un 37,89 por ciento de su capital.
- Aeropuerto de Cali. El aeropuerto de Cali se gestiona a través de la sociedad Aerocali S.A., de la que Aena Internacional es titular en un 50 por ciento. Tercer aeropuerto de Colombia por número de pasajeros, sirve a un tráfico eminentemente nacional (83 por ciento del tráfico total), teniendo gran importancia la ruta aérea Cali-Bogotá.

## Brasil
- Aena Desarrollo Internacional ha sido adjudicataria de la concesión del grupo aeroportuario del Nordeste de Brasil, compuesto por los aeropuertos de Recife, Maceió, Aracaju, Campina Grande, João Pessoa y Juazeiro do Norte, por un plazo de 30 años, con posibilidad de 5 años más. Los seis aeropuertos del nordeste registraron en 2019 un tráfico de más de 13,7 millones de pasajeros, el 6,5% del tráfico total brasileño. En concreto, el aeropuerto de Recife es el octavo de Brasil por tráfico de pasajeros totales y el sexto por tráfico de pasajeros internacionales. En el primer trimestre de 2020 Aena Brasil inició la operativa de los seis aeropuertos.[1]

## Unidad de verificación de vuelo
En el área de navegación aérea dispone de una unidad de verificación en vuelo. Aena Internacional creó en 2007 la Unidad de Verificación en Vuelo (UVV) para prestar servicios de verificación de los diferentes equipos y ayudas a la navegación del Sistema de Navegación de Aena y ENAIRE. Desde 2012, está trabajando para terceros países, entre ellos Marruecos y Omán.
La unidad de Aena Internacional desarrolla trabajos para Aena y ENAIRE. Para ello cuenta con una aeronave turbohélice bimotor Beechcraft (modelo King Air B-350), equipada con una consola de verificación en vuelo de última generación.